# Неманья Ніколич (1988)
Неманья Ніколич (серб. Nemanja Nikolić, нар. 1 січня 1988, Валєво) — чорногорський футболіст, півзахисник клубу «Хапоель» (Тель-Авів).
Виступав, зокрема, за клуби ОФК (Белград), «Динамо» (Мінськ) та БАТЕ, а також національну збірну Чорногорії.
Чемпіон Білорусі.

## Клубна кар'єра
Народився 1 січня 1988 року в місті Валєво. Вихованець футбольної школи клубу «Црвена Звезда». Дорослу футбольну кар'єру розпочав 2006 року в основній команді того ж клубу, в якій провів тридцять сезонів, взявши участь у 25 матчах чемпіонату. 
Згодом з 2006 по 2011 рік на орендних умовах грав у складі команд клубів «Златибор Вода», «Грбаль» та «Спартак-Златибор Вода».
Своєю грою за останню команду привернув увагу представників тренерського штабу клубу ОФК (Белград), до складу якого приєднався 2011 року. Відіграв за белградську команду наступні два сезони своєї ігрової кар'єри. Більшість часу, проведеного у складі ОФК (Белград), був основним гравцем команди.
У 2013 році уклав контракт з клубом «Динамо» (Мінськ), у складі якого провів наступні два роки своєї кар'єри гравця. Граючи у складі мінського «Динамо» також здебільшого виходив на поле в основному складі команди.
З 2015 року один сезон захищав кольори команди клубу БАТЕ. 
До складу клубу «Хапоель» (Тель-Авів) приєднався 2016 року. Відтоді встиг відіграти за команду з Тель-Авіва 17 матчів в національному чемпіонаті.

## Виступи за збірні
Протягом 2008–2011 років залучався до складу молодіжної збірної Чорногорії. На молодіжному рівні зіграв у 9 офіційних матчах, забив 1 гол.
У 2009 році дебютував в офіційних матчах у складі національної збірної Чорногорії. Наразі провів у формі головної команди країни 12 матчів, забивши 1 гол.

## Титули і досягнення
- Чемпіон Білорусі (1):

БАТЕ: 2015